# Кочетовское муниципальное образование
Кочетовское муниципальное образование — сельское поселение в Аткарском районе Саратовской области Российской Федерации.
Административный центр — село Кочетовка.

## История
Статус и границы сельского поселения установлены Законом Саратовской области от 27 декабря 2004 года № 99-ЗСО «О муниципальных образованиях, входящих в состав Аткарского муниципального района».
Законом Саратовской области от 25 апреля 2014 года № 47−ЗСО Елизаветинское и Кочетовское муниципальные образования преобразованы путём их объединения во вновь образованное муниципальное образование «Кочетовское муниципальное образование Аткарского муниципального района Саратовской области», наделённое статусом сельского поселения.

## Население
| 2010  | 2011  | 2012  | 2013  | 2014  | 2015  | 2016  |
| ----- | ----- | ----- | ----- | ----- | ----- | ----- |
| 1597  | ↘1593 | ↘1555 | ↘1511 | ↘1483 | ↗2614 | ↘2580 |
| 2017  | 2018  | 2019  | 2020  | 2021  |       |       |
| ↘2557 | ↘2486 | ↘2412 | ↘2361 | ↘1924 |       |       |

## Состав сельского поселения
| № | Населённый пункт | Тип населённого пункта       | Население |
| - | ---------------- | ---------------------------- | --------- |
| 1 | Белгаза          | село                         | ↘494      |
| 2 | Воеводчина       | деревня                      | 43        |
| 3 | Вольновка        | деревня                      | 7         |
| 4 | Вяжля            | село                         | ↘397      |
| 5 | Гайворон         | деревня                      | 13        |
| 6 | Елизаветино      | село                         | ↘1209     |
| 7 | Кочетовка        | село, административный центр | ↗643      |
| 8 | Щербиновка       | деревня                      | 6         |